# Információ- és kommunikációtechnológia
Az információ- és kommunikációtechnológia (Information and Communications Technology, ICT, magyar rövidítése IKT) szót gyakran használják az információ technológia szinonimaként (information technology, IT), azonban ez egy sokkal speciálisabb szakkifejezés, amely az egységes kommunikáció szerepére, a telekommunikáció integráltságára, számítógépekre és audiovizuális rendszerekre fókuszál. A fogalom lényege, hogy ezen IKT-eszközök felhasználói képesek hozzáférni, tárolni, továbbítani, valamint kezelni az információkat.

## Fogalom történelmi fejlődése
Az információ- és kommunikációtechnológia kifejezés az 1980-as évek elejétől található meg a szakirodalmakban, ám csak 1997 után vált igazán népszerűvé, amikor Dennis Stevenson egy az Egyesült Királyság megbízásából készített beszámolójában elsőként használta azt hivatalosan.
ICT kifejezést manapság az audiovizuális rendszerek és telefonhálózatok számítógép rendszerekkel való összekapcsolódására is szívesen használják.
Az információ- és kommunikációtechnológia egy rövidített formájaként az információkommunikáció fogalma is feltűnt. Az információkommunikáció valójában a telekommunikáció, információ kezelési és feldolgozási módszerekkel való elterjedése, melyek egy közös digitális technológián alapulnak.

## Technikai kapacitás
Az információ- és kommunikációtechnológia szó három eltérő esetben használható:
1. Információközlés a térben (a tér A pontjából B pontjába, azaz „kommunikáció”) – A világszintű technikai kapacitás, amely 1986-ban Broadcast hálózaton keresztül 432 exabyte információt fogadott, 2007-ben már 1,9 zettabyte fogadására volt képes.
2. Információközlés az időn keresztül (azaz „tárolás”) – A globális technikai kapacitás, amely 1986-ban 2,6 exabyte információt tárolt, 2007-ben már 295 exabyte-ot volt képes raktározni. A 2007-es adat 404 milliárd CD-ROM számával lenne ekvivalens, melyet egymásra halmozva egy a Földtől egészen a Holdig és még azon túl érő rakást kapnánk.
3. Az információ egy algoritmuson keresztül történő szabályozott átalakítása térben és időben egyszerre – Többcélú számítógépeken keresztül történő információ feldolgozás 1986-ban 3,0*108 IPS, míg 2007-ben már 6,4*1012 IPS volt.

## Biztonság
Az IKT-rendszerek megbízhatósági szintje napjainkban nagyon fontos szempont, hiszen a kibertámadások egyre gyakoribbak, ezért is hozta létre az Európai Unió az európai kiberbiztonsági tanúsítási rendszert. Ez az IKT-termékek, IKT-szolgáltatások és IKT-folyamatok tanúsítására, vagy megfelelőségének értékelésére alkalmazandó szabályok, műszaki követelmények, szabványok és eljárások uniós szinten meghatározott átfogó rendszere.